# آدونائیک
آدونائیک (Adûnaic) یا زبان مردمان غرب یک زبان خیالی از مجموعه نوشته‌های جی. آر. آر. تالکین است. سخنوران این زبان، انسان‌های نومنور در دورهٔ دوم بودند.
شمار واژه‌هایی که اصالتاً مال زبان آدونائیک باشند بسیار اندک است و بیشتر به نام‌ها اختصاص دارد این زبان در میان بسیاری از مردمان سرزمین میانی به عنوان زبان میانجی بود.